# O͘
Cette page contient des caractères spéciaux ou non latins. S’ils s’affichent mal (▯, ?, etc.), consultez la page d’aide Unicode.
O͘ (minuscule : o͘), appelé O point suscrit à droite, est une lettre utilisée dans la romanisation pe̍h-ōe-jī et le système de romanisation taïwanais.
Elle est formée de la lettre O diacritée d’un point suscrit à droite.

## Représentations informatiques
Le O point suscrit à droite peut être représente avec les caractères Unicode suivants :
- décomposé (latin de base, diacritiques)[1],[2] :

| formes    | représentations | chaînes de caractères | points de code | descriptions                                                 |
| --------- | --------------- | --------------------- | -------------- | ------------------------------------------------------------ |
| capitale  | O͘               | O◌͘                    | U+004F U+0358  | lettre majuscule latine o diacritique point en chef à droite |
| minuscule | o͘               | o◌͘                    | U+006F U+0358  | lettre minuscule latine o diacritique point en chef à droite |